# Butherium erythropus
Butherium erythropus är en skalbaggsart som först beskrevs av Lucas 1859.  Butherium erythropus ingår i släktet Butherium och familjen långhorningar.
Artens utbredningsområde är Paraguay. Inga underarter finns listade.